# Trdnjavska cerkev Biertan

Trdnjavska cerkev Biertan (romunsko: Biserica fortificată din Biertan; nemško Kirchenburg von Birthälm) je luteranska trdnjavska cerkev v Biertanu (Birthälm), okrožje Sibiu, v regiji Transilvaniji v Romuniji. Zgrajena je bila v etnično nemški transilvanski Saški skupnosti v času, ko je območje pripadalo Kraljevini Ogrski (1301–1526). Na kratko katoliška, je po reformaciji postala luteranska. Skupaj z okoliško vasjo je cerkev del vasi s trdnjavskimi cerkvami v Transilvaniji na Unescovem seznamu svetovne dediščine.

## Opis

### Ozadje in cerkev
Biertan so ustanovili transilvanski Sasi v srednjeveški Ogrski. Omogočil je organizirati trg in ga postavil v konkurenco s krajema Mediaş in Moşna. Bil je tudi sedež škofovske saške luteranske cerkve od leta 1572 do leta 1867. Je primer trdnjavske cerkve in njene obrambe. 
Cerkev je dvoranska, s tremi ladjami, ki je obdržala obliko blizu izvirniku in je bila zadnja taka cerkev zgrajena v Transilvaniji. Zgrajena je bila med letoma 1486 in 1524 na mestu prejšnje romanske cerkve. Posvečena je Devici Mariji in zgrajena v poznem gotskem slogu z renesančnimi dodatki. Struktura je bila prilagojena gričevnati pokrajini. Kor je dolg 18 m, z obokanim stropom, vse tri ladje imajo enako višino z rebrasto obokanim stropom. Obrambna raven nad korom ima parapet in prsobran. Druga raven, ki je bila lesena, so porušili leta 1803. Poliptih, oltarni nastavek, ima 28 plošč, ki so bile narejene med letoma 1482 in 1513. Slikar se je verjetno šolal na Dunaju in v Nürnbergu. V centru je oblikovana skupina:razpelo z visečim Jezusom Kristusom, Marija stoji in Marija Magdalena sprejema križ. Zgornje plošče kažejo vizije Ezekiela in Avguština. Kamnita prižnica, ki prikazuje prizore vklesane v reliefu, sega v leto 1523. Z intarzijo bogato okrašena vrata zakristije imajo zapleteno ključavnico, prikazano na  Pariški svetovni razstavi leta 1889. Osrednji sistem zaklepanja vrat v trinajstih točkah zagotavlja varnost dragocenosti, ki jih hranijo v zakristiji.

### Utrdbe in priznanja
Kralj je odobril mestu pravico do nošenja orožja, ko je otomanska vojska zastraševala okolico. Transilvanskih Sasi so se odločili za izgradnjo trnjavske cerkve namesto utrdb okoli mesta.  Cerkev ima tri vrste zunanjih obzidij, ki jih povezujejo vhodni stolpi, skupaj devet. Prvo, s štirimi stolpi, izvira iz 14. stoletja; drugo je bilo zgrajeno skupaj s cerkvijo in ima vrsto okrepitev z loki; tretje, tudi s stolpi, je iz 16. in 17. stoletja. Stolp z uro severno od cerkve služi tudi kot vrata v notranje dvorišče. Štiri nadstropja visok, ima lesen obrambni hodnik s parapetom. Ura je nad piramidasto streho. Leseni zvonik se nahaja severno od cerkve. Stolp mavzolej vsebuje nagrobnike za duhovnike, ki so zgradili cerkev, kot tudi škofe pokopane v Biertanu. Katoliški stolp so uporabljali nekateri Sasi, ki niso sprejeli reformacije, ampak so ohranili svojo rimokatoliško vero. Njegova kapela (ca. 1520-1530) ima redek primer transilvanskega stenskega slikarstva iz 16. stoletja, v katerem prevladuje izjema od neprijazne estetike, ki je tedaj prevladovala.  Osnova vsebuje "zakonski zapor", kjer so bili pari, ki so se želeli  razvezati tako omejeni, da bi se lahko bili prepričali, ali so res želeli končati svoj zakon. Zapor je trajal dva tedna, ki bi ga par lahko zapustil predčasno, če se je uskladil. Deliti je moral eno posteljo, krožnik in žlico. V treh stoletjih, kar so škofje prebivali v Biertanu, je en par končal z razvezo. 
Cerkev je bila zasedena in oropana leta 1704, v času Rákóczijeve vojne za neodvisnost. Utrpela je škodo v potresu Vrancea leta 1977, nato pa doživela prenovo med letoma 1983 in 1989. Od leta 1990 prihajajo Sasi vsako leto v Biertan na praznovanje dediščine svoje. Leta 1993 je bil Biertan in njegova trdnjavska cerkev razglašena za Unescovo svetovno dediščino; skupaj s še šestimi drugimi vasmi so v letu 1999 oblikovali Vasi s trdnjavskimi cerkvami v Transilvaniji.  Poleg tega je cerkev navedena kot zgodovinski spomenik pri romunskem ministrstvu za kulturo in verske zadeve.  Biertan je bil leta 2011 predmet dveh znamk, ki sta jih pripravili skupaj Nemčija in Romunija. 
- Cerkev in trije nivoji obzidij
- Zimska podoba
- Utrjen vhod
- Vhodna vrata v cerkev
- Ključavnica v zakristijo
- Nagrobniki
- Freske v katoliškem stolpu
- Stolp z uro
- Zvonik
- Vas in vhodni stolp
- Hiša za razvezo parov
- Načrt